# Jjinppang
Le jjinppang (coréen : 찐빵) est un petit pain coréen cuit à la vapeur et fourré à la pâte de haricots azuki,.

## Origine
Ce petit pain est originaire du comté d'Anheung, dans le district de Hoengseong de la province du Gangwon.

## Préparation
Traditionnellement, il était préparé en usant du levain tiré d'une levure issue d'un alcool de riz, le makgeolli, mais des variations récentes du jjinpppang, les hoppang, ne recourent pas à la fermentation.

## Consommation
Chaud, le jjinppang est plus doux que les pains cuits en raison de sa teneur plus élevée en humidité, c'est d'ailleurs de cette façon qu'il est servis en Corée, car il durcit en refroidissant.

## Variétés

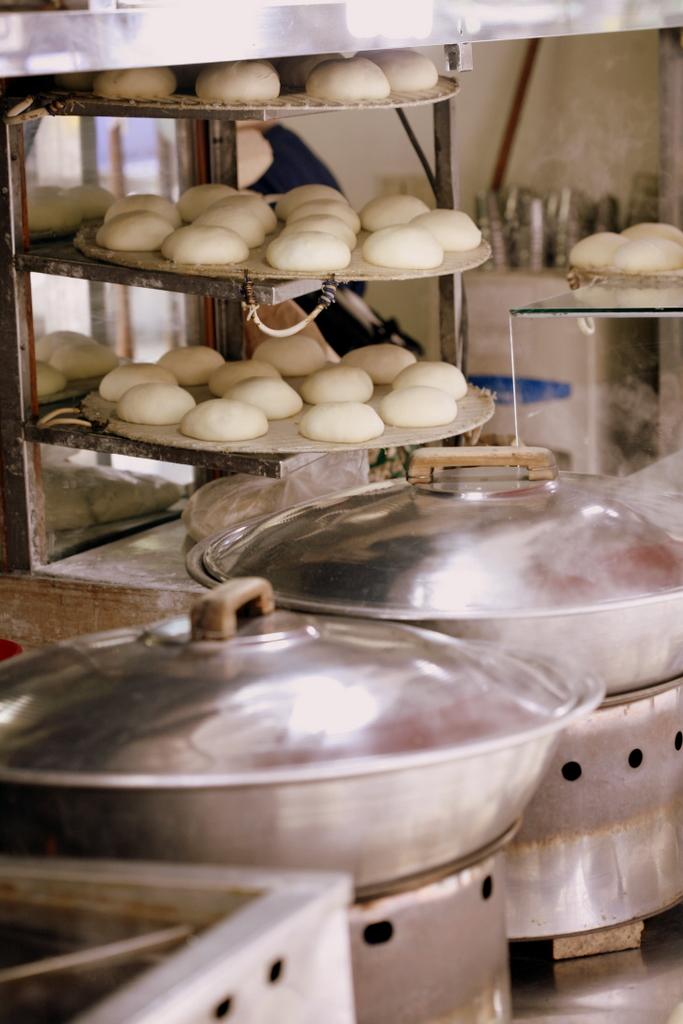
Jjippang prêts à cuire.

Le jjinppang est normalement de couleur blanche, mais il en existe des versions colorées utilisant des ingrédients naturels. On peut donc trouver des petits pains au potiron, à l'armoise, à la poudre de sésame ou à la patate douce.